# ميلان (حسيني)
ميلان (بالفارسية: میلان) هي منطقة سكنية تقع في إيران في قسم حسيني الريفي.